# Magna Graecia

Kaart van Magna Graecia ca. 280 v.Chr. met de diverse Griekse dialecten.
NW Grieks
Achaeisch
Dorisch
Ionisch

Magna Graecia, Latijn voor en ook genoemd als, Groot-Griekenland, Grieks: Μεγάλη Ἑλλάς, was de naam voor het zuiden van Italië en Sicilië, die de Romeinen daarvoor hadden. Deze gebieden waren tussen 800 en 600 v.Chr. door de Grieken gekoloniseerd. Bijna alle steden hier hebben Griekse wortels. De invloed van de oude Griekse cultuur strekte zich tot een groter gebied uit dan het huidige Griekenland.
Een aantal belangrijke kolonies van Magna Graecia, zoals Neapolis, tegenwoordig Napels, en Syracuse, hebben een belangrijk aandeel gehad in de culturele vorming van de Romeinen.
De Grieken vestigden zich altijd dicht bij de kust. In het binnenland handhaafden zich inheemse Italische volkeren. In Sicilië waren de Sicelen, Sicanen en Elymiërs zo verzwakt dat ze geen ernstige bedreiging meer voor de Griekse koloniën vormden, maar in het zuiden van het Italiaanse schiereiland was dat anders. Hier ontpopten zich vanaf de 5e eeuw v.Chr. vooral de Samnieten als gevaarlijke tegenstanders.
Archimedes (287 v.Chr. – 212 v.Chr. Ἀρχιμήδης) woonde in Syracuse.

## Geschiedenis
De stadstaten van Magna Graecia hebben net als in Griekenland nooit een politieke eenheid gevormd: het streven naar eigenbelang en onderlinge rivaliteit hebben dat steeds verhinderd. Wat niet wegneemt dat de invloedrijkste steden ernaar hebben gestreefd hun macht over een zo groot mogelijk territorium uit te breiden. Al is de naam Groot-Griekenland ook op de steden in Zuid-Italië van toepassing, toch speelde vooral Sicilië een belangrijke rol in de geschiedenis van Griekenland.

### 7e en 6e eeuw v.Chr.
De Griekse landbouwkolonies in het westen hadden aan het einde van de 7e eeuw v.Chr. zo een peil van welstand bereikt dat ze zich voortaan op handel konden toeleggen. Landbouwproducten uit Sicilië konden voor allerlei waren worden geruild uit het Griekse moederland, maar er werd ook met de Etrusken en met Carthago handel gedreven. De invoering van het muntgeld kon de bloei van de handel alleen maar bevorderen.
Toch had deze heroriëntering van de economie ook negatieve gevolgen. Toen eenmaal de handeldrijvende klasse tegen de privileges van de oude landadel in opstand kwam, had deze afgedaan. In de meeste steden werd de crisis door de instelling van de tirannie opgelost, maar vergeleken bij de tirannen die in dezelfde periode over de steden in Griekenland regeerden, was de macht van de Siciliaanse tirannen véél groter en ging zij gepaard met meer willekeur en wreedheden. Ondanks de onvermijdelijke excessen hebben de tirannen van Groot-Griekenland zich toch ook in verschillende opzichten verdienstelijk gemaakt: onder meer door de herverdeling van de gronden, het uitvoeren van allerlei openbare werken van algemeen nut, en de verfraaiing van de stedelijke gebieden hebben zij de sociale toestanden aanzienlijk verbeterd.
Sommigen onder hen hadden ook een bredere visie op de politiek. Zo besefte Falaris van Akragas (ca. 570 - 554 v.Chr.) als eerste dat hij het grondgebied van zijn stad moest uitbreiden om de expansie naar het oosten van Carthago een halt toe te roepen.

### 5e eeuw v.Chr.
De eerste die met plannen rondliep om de Griekse steden op Sicilië in politiek opzicht te verenigen, en daadwerkelijk ook het oosten van het eiland grotendeels in zijn macht had, was Hippocrates van Gela. Zijn opvolger Gelo slaagde erin Syracuse in te nemen (485 v.Chr.) en met Theroon van Akragas een bondgenootschap te sluiten. Maar toen Selinus en Himera met aartsvijand Carthago een verdrag sloten werd een conflict tussen de twee grootmachten op Sicilië onvermijdelijk: de overwinning van Theron op de Carthagers in Himera (480 v.Chr.) zorgde ervoor dat de Siciliaanse Grieken bijna een eeuw lang tegen Carthago in veiligheid konden leven. Toen Hiëro I van Syracuse er ook in slaagde bij Kyme de Etrusken te verslaan (476 v.Chr.) was er ook vanuit het noorden geen dreiging meer.
De relatieve vrede en de economische welvaart die hieruit voortvloeiden zorgden ervoor dat de tirannen minder macht kregen. De tirannie werd in de eerste helft van de 5e eeuw v.Chr. vrij algemeen door een democratie vervangen, waarin de handeldrijvende burgerij de invloedrijkste lobby vormde. Syracuse wist van de moeilijkheden die zich de volgende jaren aandienden, handig gebruik te maken om de hegemonie te verstevigen, zodat het omstreeks 440 v.Chr. de facto over een kwart van het eiland regeerde. Andere steden die zich benadeeld voelden probeerden zich onder de leiding van Athene te groeperen. Athene, het oude Athene stuurde een vloot met soldaten onder leiding van generaal Alcibiades naar Syracuse. Deze Siciliaanse Expeditie was ervoor bedoeld Syracuse in te nemen, maar leidde voor Athene tot een groot fiasco. Nikias werd in 413 v.Chr. in de pan gehakt. Alcibiades, die er voor een groot deel aan had bijgedragen de Atheners ertoe over te halen deze expeditie te beginnen, is overigens maar kort op Sicilië geweest, hij werd teruggeroepen en in ballingschap gestuurd.
Herodotus, beschouwd als de vader van de geschiedschrijving, heeft in ieder geval enige tijd in Thurii gewoond en is er mogelijk overleden, omstreeks 426 v.Chr. Het is een andere mogelijkheid dat hij naar Macedonië is teruggegaan en daar is overleden.
Het groeiende imperialisme van Selinus en Akragas lokte anderzijds een Carthaagse interventie uit (409 – 405 v.Chr.): Carthago verwoestte Selinus, Himera en Akragas en nam Gela in. Van deze noodtoestand maakte Dionysios de Oude gebruik om de tirannie in Syracuse opnieuw in te stellen.De geschiedenis van de Griekse steden op het Italiaanse vasteland in de 5e eeuw was niet minder bewogen. Locri was een bondgenoot van Syracuse tegen Rhegium. Rhegium van zijn kant onderhield vriendschappelijke betrekkingen met Tarentum, dat zijn positie geleidelijk aan had weten te verstevigen. In Croton, dat aanvankelijk onder invloed van de Pythagoreeërs stond, braken heftige rellen uit toen de aanhangers van deze sekte uit de stad werden verdreven. De steden slaagden er alleen tijdens de Atheense expeditie tegen Sicilië (414 v.Chr.) enigszins in één front te vormen. Behalve hun onderlinge twisten moesten zij bovendien nog afrekenen met de agressieve opstelling van de inheemse Italische bevolking, een probleem dat om te vergelijken in Sicilië minder groot was geweest.

### 4e eeuw v.Chr.
Gedurende de hele 4e eeuw bleef Syracuse de leidende mogendheid in Groot-Griekenland. Dionysios de Oude (405 – 367 v.Chr.) bracht alle Grieken in Sicilië onder zijn macht, en nam de titel archont van Sicilië aan. Hij versloeg de Carthagers vaak en vergrootte op die manier de Griekse invloed op Sicilië. Hij slaagde er ook in zijn macht in Zuid-Italië te vestigen en hij durfde zich zelfs met de aangelegenheden van het Griekse moederland te bemoeien. 
 Na de bewogen regering van zijn zoon Dionysios de Jongere (367 – 344 v.Chr.) voerde Timoleon (344 – 337) een timocratische staatshervorming door, waarna pogingen ondernomen werden om een statenbond van Griekse steden op Sicilië te stichten. Na de dood van Timoleon leidden onlusten echter tot het herstel van de tirannie. De avonturier Agathocles (317 – 289 v.Chr.), die na enkele regeringsjaren zelfs de koningstitel aannam, had grootse plannen om Carthago op eigen bodem te gaan bestrijden, hetgeen door zijn besluiteloosheid mislukte. 
 De Griekse steden op het vasteland hadden vaak het hoofd moeten bieden aan de inheemse bevolking, tegen Lucaniërs, Bruttiërs en meer. Na de regering van Dionysius de Oude deed Tarente een beroep op Alexander I van Epirus, een oom van Alexander de Grote, die wel veel Italische stammen versloeg, maar op instigatie van de Tarentijnen werd vermoord, omdat ze hem ervan verdachten zelf een koninkrijk op Sicilië te willen stichten.

### Machtsovername door de Romeinen

#### Pyrrhische oorlogen
De conflicten tussen Grieken en Italiërs zouden spoedig in het niet verzinken door de opkomst van een nieuwe grootmacht. De Romeinen hadden op het einde van de 4e eeuw de Griekse steden van Campania al in hun macht. Na de onderwerping van de Samnieten (295 v.Chr.) en het sluiten van een bondgenootschap met de Lucaniërs vormden zij nu een onmiddellijke bedreiging voor de Grieken in Zuid-Italië. Reeds hadden verscheidene steden: Thurii, Locri en Rhegium de aanwezigheid van een Romeins garnizoen aanvaard, toen Tarente in actie kwam: om de vrijheid van de Grieken te waarborgen beraamde het een oorlog tegen Rome, met de bijstand van Pyrrhus van Epirus. Deze versloeg de Romeinen tot tweemaal toe (280 / 279 v.Chr.), maar hij verloor daarbij een groot deel van zijn manschappen.
Inmiddels staken ook op Sicilië nieuwe gevaren de kop op. Na de dood van Agathocles (289 v.Chr.) viel diens rijk uiteen, en zijn huurlingen hadden Messina ingenomen. Zij vestigden zich daar als Mamertijnen, als zonen van de oorlogsgod Mamers of Mars, vanwaaruit zij grote verwoestingen aanrichtten in het oosten van het eiland. 
 Tot overmaat van ramp sloten zij een verbond met Carthago en maakten zij van de verdeeldheid onder de Grieken gebruik om hun eigen macht uit te breiden en Syracuse met hun vloot te bedreigen (278 v.Chr.). Syracuse riep daarop ook de hulp van Pyrrhus in. Deze dreef de Carthagers naar de westelijke hoek terug en werd overal als koning van Sicilië onthaald. Hij wist zijn successen echter niet te benutten, omdat hij het verzuimde op het juiste ogenblik vrede te sluiten. Hij keerde in 275 naar het Italische vasteland terug, waar de situatie in zijn nadeel geëvolueerd was. De Romeinen hadden zich inmiddels georganiseerd om zijn krijgsolifanten efficiënter te bestrijden, zodat hij bij Beneventum een nederlaag leed. Hij liet een garnizoen achter in Tarente en moest zich in Epirus terugtrekken, waarna Tarente zich in 272 aan de Romeinen moest overgeven. Dat was het einde van de Griekse onafhankelijkheid in Zuid-Italië, maar anderzijds behield de Griekse cultuur daar een grote invloed op de Romeinse beschaving.

#### Eerste Punische Oorlog en einde van Syracuse
Toen de Romeinen in 270 ook Rhegium innamen werd het duidelijk dat ook de verovering van Sicilië nog maar een kwestie van tijd was. De Mamertijnen gaven hiertoe de aanleiding toen zij de hulp van de Romeinen inriepen tegen Carthago. In de daarop volgende Eerste Punische Oorlog (264 – 241) konden de Romeinen geheel Sicilië veroveren, met uitzondering van het rijk van Hiëro II van Syracuse (269 – 215), dat ongeveer een kwart van het eiland besloeg. Hiëro was de laatste, maar een van de knapste tirannen van Syracuse, en zeker de meest humane. Door zijn handige diplomatie had hij een bondgenootschap met de Romeinen kunnen sluiten, en daarvan kon Syracuse profiteren om opnieuw voorspoed en luister te verwerven. Toen de stad echter na zijn dood even de zijde van Carthago koos, ontmoedigd door de Romeinse nederlaag bij Cannae, keerde Rome zich onverwijld tegen zijn vroegere bondgenoot.

 Na een belegering, die dankzij de verdedigingswerken van Archimedes lang had geduurd, werd Syracuse in 212 door verraad ingenomen en aan een vreselijke plundering blootgesteld.
Sicilië werd de eerste overzeese provincie van het Romeinse Rijk, en de rijkdom aan landbouwproducten, hoofdzakelijk graan, maakte het eiland voor de veroveraars zeer waardevol. De verbouw van graan werd uitgebreid door een sterke immigratie vanuit Italië: veel Romeinen kochten er grote landgoederen, latifundia. Sicilië zou Rome’s voornaamste graanleverancier blijven, totdat, onder Augustus de kolonie in het zuidoosten van de Middellandse Zee, Romeins Egypte die rol zou overnemen. De slechte arbeidsomstandigheden op het grootgrondbezit leidden echter tot verwoestende slavenoorlogen (136 tot 132 v.Chr. en 104 tot 99 v.Chr.). Ook de vrije bewoners van Sicilië waren er meer dan eens verbitterd over, dat zij door corrupte stadhouders werden afgeperst, bijvoorbeeld door Verres). In de Keizertijd verbeterde het bestuur enigszins. De Romeinse keizers werden grote landeigenaars op het eiland, waar de cultuur door de stichting van kolonies steeds meer Romeins werd.

### Het einde van de Oudheid
Aan de Romeinse overheersing op Sicilië kwam in de 5e eeuw een eind, toen het eiland door de Vandalen onder Geiserik werd geplunderd. Het kwam in 476 in handen van Odoaker en in 491 van de Ostrogoten. Tijdens een oorlog met de Byzantijnen wist Belisarius, veldheer van keizer Justinianus I, Sicilië in 535 te veroveren, waarna het deel bleef uitmaken van het Byzantijnse Rijk, tot de Arabieren in de 9e eeuw met hun aanvallen begonnen.

## Griekse steden in "Groot-Griekenland"
Eerst de oorspronkelijk Griekse naam, dan de eventuele latere Latijnse naam en tegenwoordige naam:

### Zuid-Italië
Dikaiarchia (Puteoli / Pozzuoli) – Eléa (Velia) – Gnathia (Egnatia / Egnazia) - Króton (Croton / Crotone) – Kýme (Cumae) - Lókroi Epizephýrioi (Locri Epizefiri) – Metapóntion (Metapontum) – Parthenópeia / Neapolis (Napoli) – Poseidónia (Paestum) – Règion (Rhegium / Reggio di Calabria) – Sybaris – Táras (Tarentum / Taranto) – Thoúrioi (Thurii)

### Sicilië
Akragas (Agrigentum / Agrigento) – Drepana (Drepanum / Trapani) – Egesta (Segesta) – Engyon - Herakleia (Heraclea / Eraclea) – Éryx (Erice) – Gela – Himera (Imera) – Katane (Catina / Catania) – Leontinoi (Leontini / Lentini) – Lilybaion (Lilybaeum / Marsala) – Zanklè / Messana (Messina) - – Panormos (Palermo) – Selinous (Selinunte) – Syrakousai (Syracusa) – Tauromenion (Tauromenium / Taormina) - Tyndaris (Tindari)